# チリーフラミンゴ
チリーフラミンゴ（Phoenicopterus chilensis）は、フラミンゴ目フラミンゴ科に分類される鳥類の一種。種小名chilensisは「チリ産の」の意で、和名や英名と同義。

## 分布
アルゼンチン、ウルグアイ、チリ、ブラジル南部、ペルー南部、ボリビア

## 形態
全長105cm。全身は淡いピンク色の羽毛で覆われる。
後肢の色彩は灰色がかった黄色で、踵のみ赤い。

## 生態
高山帯の湖沼（塩湖）や海岸などに生息する。アンデス山中の海抜4500ｍの高地にも生息する。数百から数千羽にもなる大規模な群れを形成し生活する。
食性は雑食で、水生昆虫、甲殻類、藻類、植物の種子などを食べる。泥ごと食物を口に含み、嘴と舌を使い食物のみ濾しとって食べる。
繁殖形態は卵生。コロニーを形成して繁殖するが、他種の鳥類と混合コロニーを作ることもある。雌雄共同で、水辺に泥を積み上げた塚状の巣に1回に1個の卵を産む。抱卵期間は約30日である。抱卵、育雛ともに雌雄共同で行う。雛は孵化後約100日で飛べるようになる。